# باستنيسيت
الباستنيسيت هو معدن من معادن الكربونات الفلوريدية الحاوية على عناصر السيريوم والإتريوم واللانثانوم. بالتالي فهو من المعادن الأرضية النادرة.
وصف هذا المعدن من العالم فيلهلم هيسينغر Wilhelm Hisinger سنة 1838، وأطلق عليه هذا الاسم نسبة إلى منجم باستنيس Bastnäs في منطقة فاستمانلاند في السويد.